# Конин
Конин (пол. Konin) — город в Польше, входит в Великопольское воеводство. Занимает площадь 82 км². Население — 79 300 человек (по состоянию на 2009 год).

## История
В XV — начале XVII века являлся важным культурным, ремесленным и торговым центром
Во времена Российской империи — административный центр Конинского уезда Калишской губернии.
С 1875 по 1912 год в городе квартировал штаб Каргопольского драгунского полка 1-й бригады 5-й кавалерийской дивизии Русской императорской армии.

## Достопримечательности

### Старая часть города
- Костёл св. Варфоломея (2-я пол. XIV—XV в.)
- Ратуша (1796—1803)
- Синагога (1825—1829)
- Костёл Св. Духа (1853—1854)

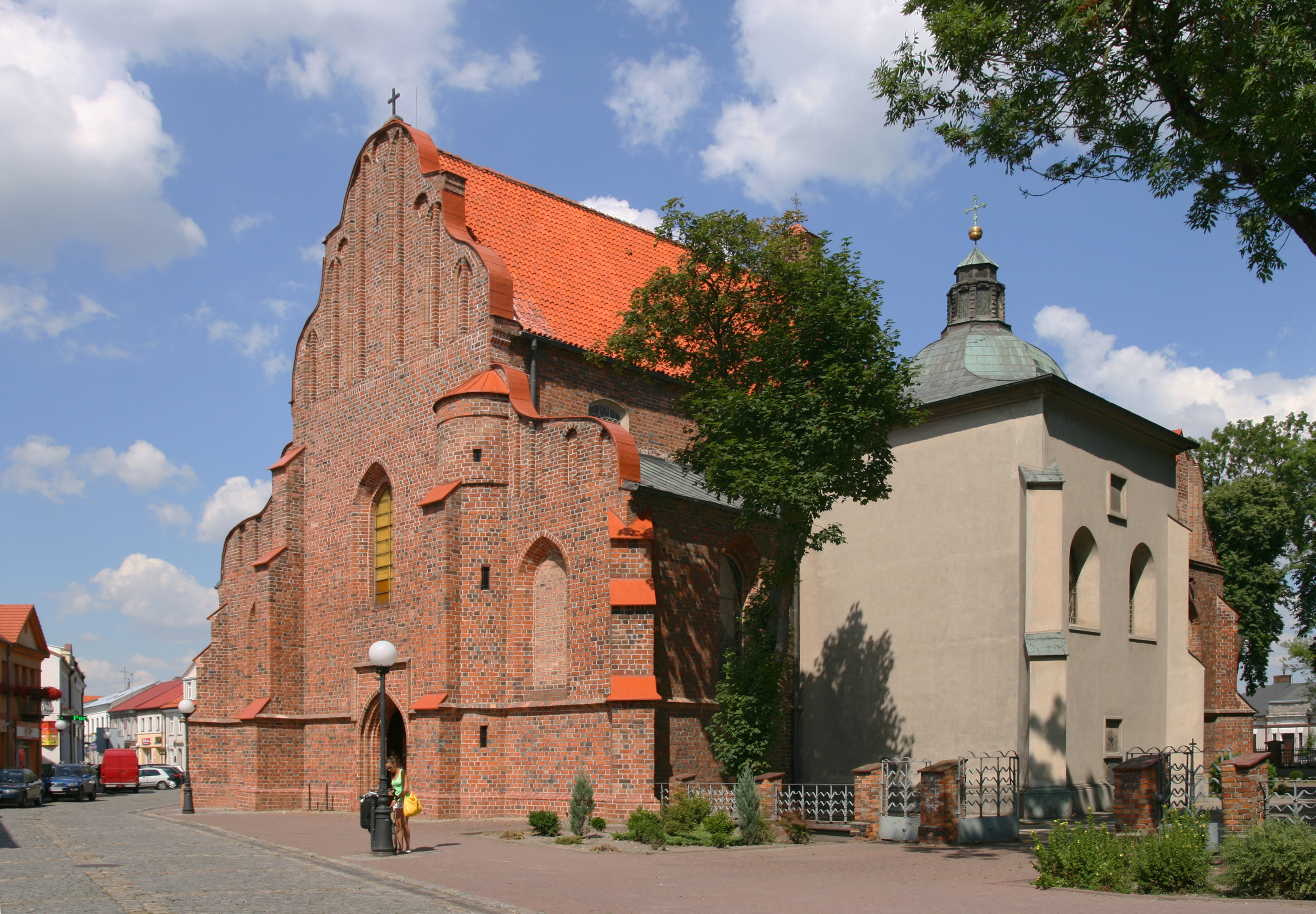
Костёл св. Варфоломея
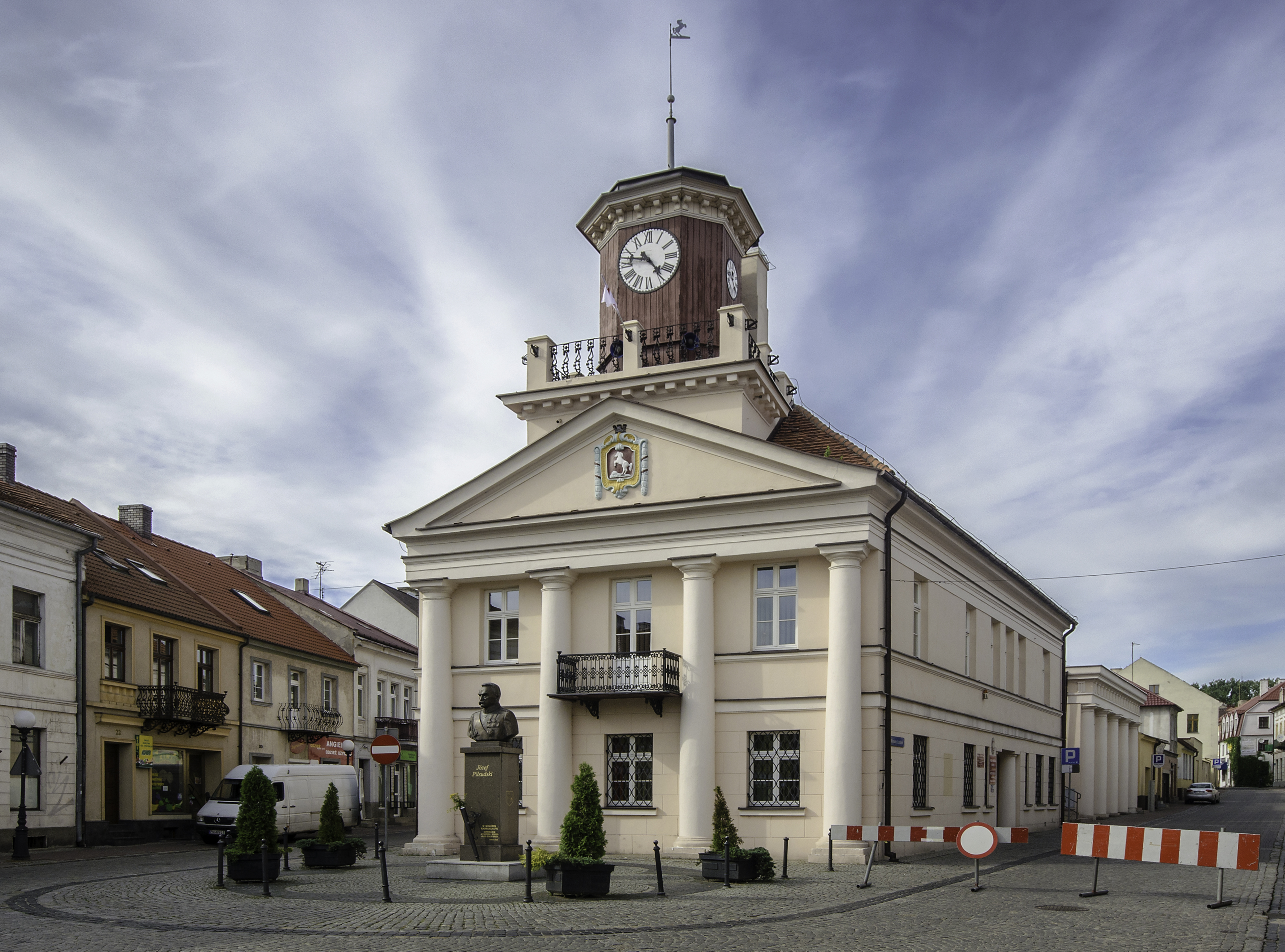
Ратуша
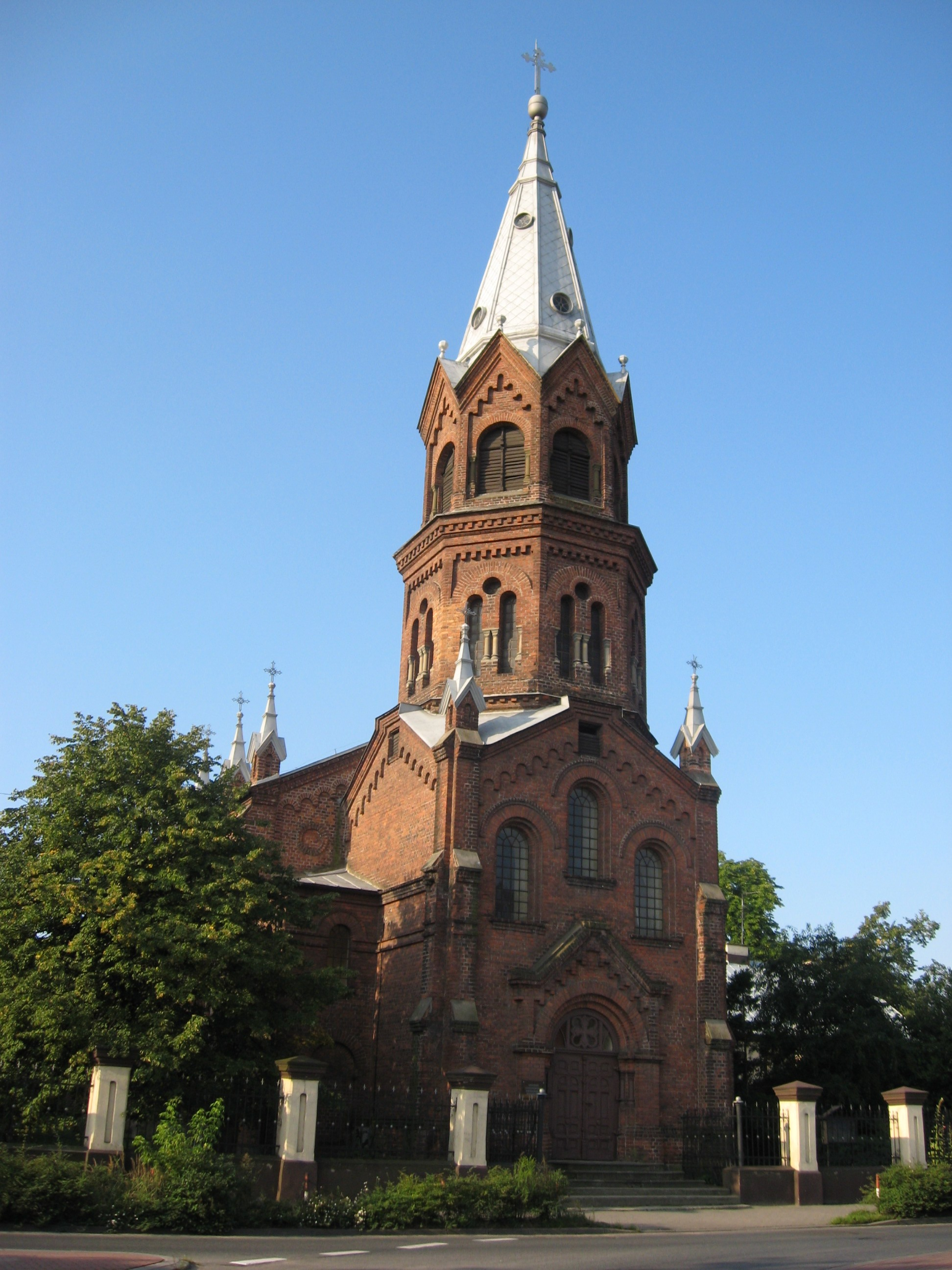
Костёл Св. Духа

### Район Гославице
- Костёл св. апостола Андрея (нач. XV в.)
- Гославицкий замок (1420—1426, экспозиция Окружного музея Конина)
- Костёл св. Войцеха (1905—1914)

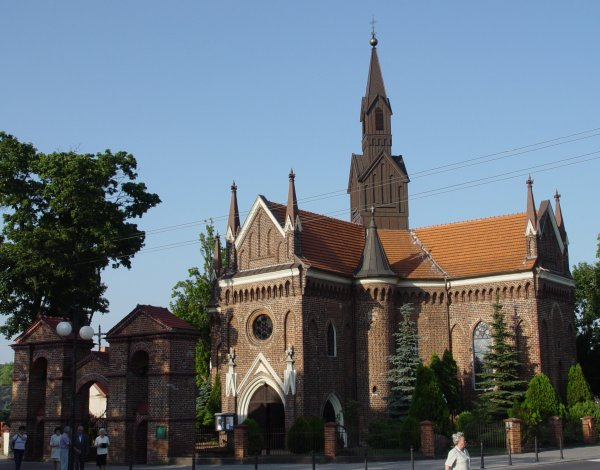
Костёл св. апостола Андрея
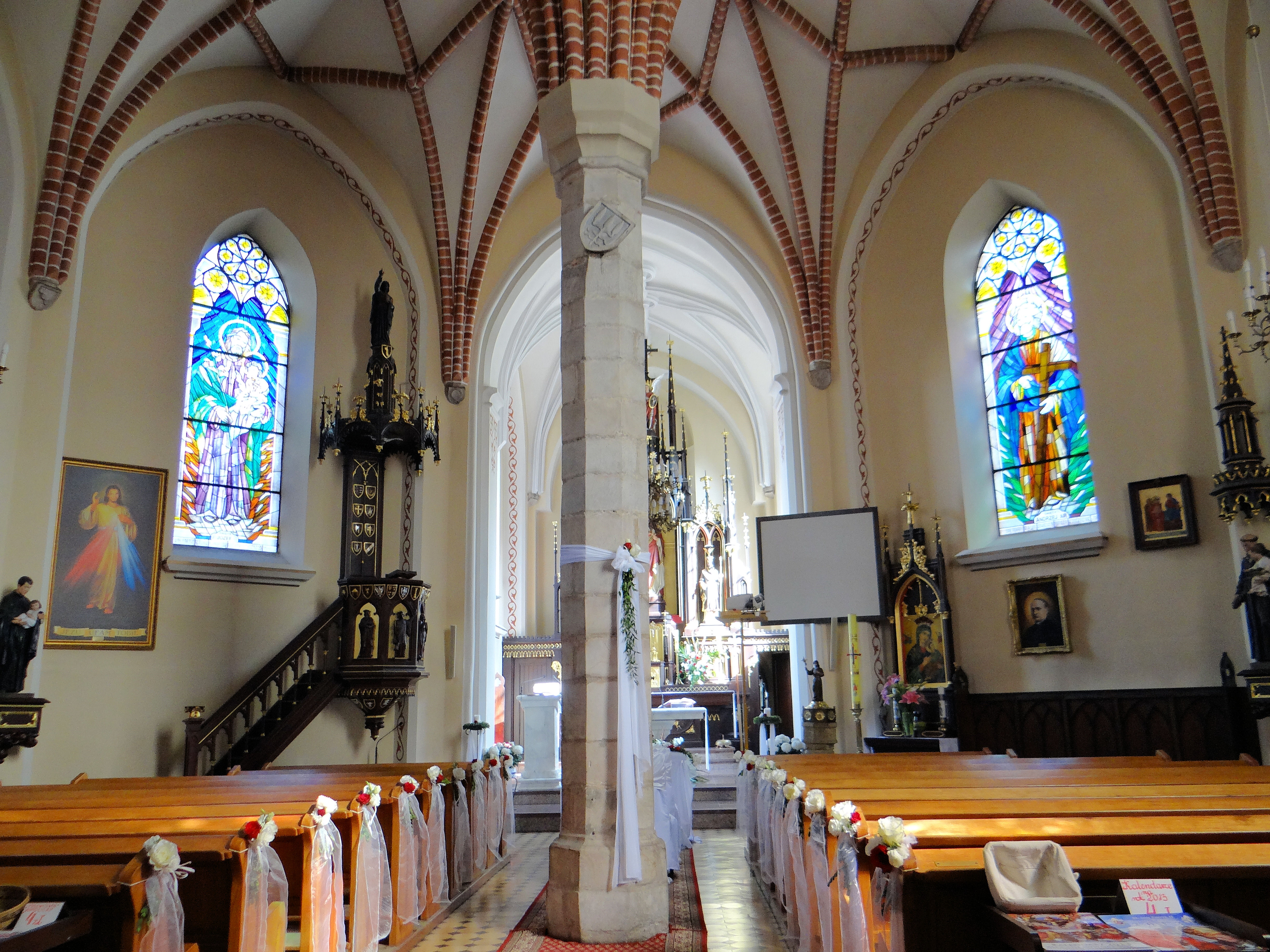
Костёл св. апостола Андрея (интерьер)
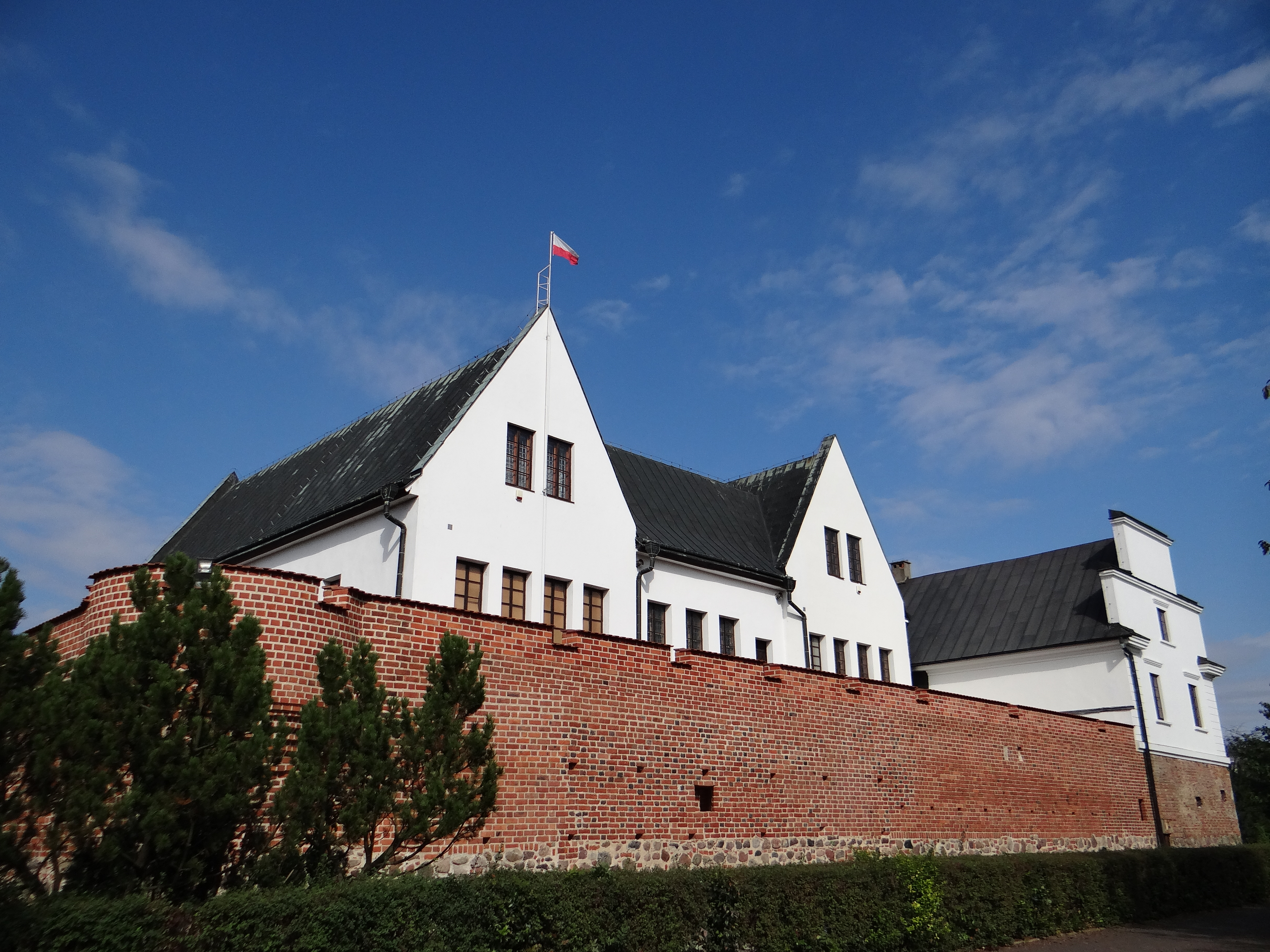
Гославицкий замок

## Города-побратимы
- Акмяне, Литва
- Черновцы, Украина
- Добеле, Латвия
- Энен-Бомон, Франция
- Херне, Германия
- Карлово, Болгария
- Санта-Сусанна, Испания
- Сундсвалль, Швеция
- Wakefield, Великобритания
- Унгень, Молдавия

#### Бывшие города-побратимы
- Брянск, Россия. 4 марта 2022 года соглашение расторгнуто из-за вторжения России на Украину.[3]